# Maître de Pérée
Le Maître de Pérée est le nom de convention d'un peintre anonyme actif à Valence à la fin du XVe et au début du XVIe siècle, connu sous ce nom pour le Retable des trois rois du couvent Saint-Domingue à Valence, dont le patronage a été organisé par Pedro de Perea, le sculpteur en chef du roi Ferdinand le Catholique.

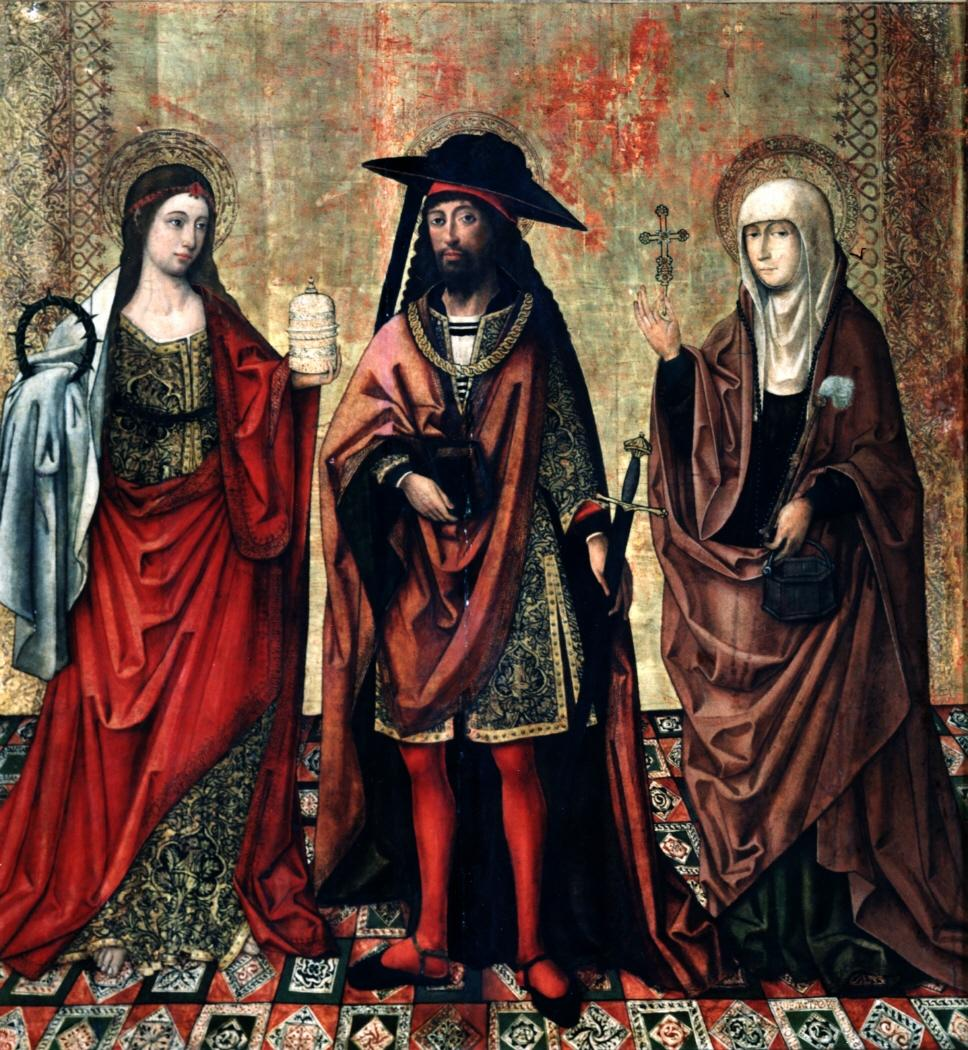
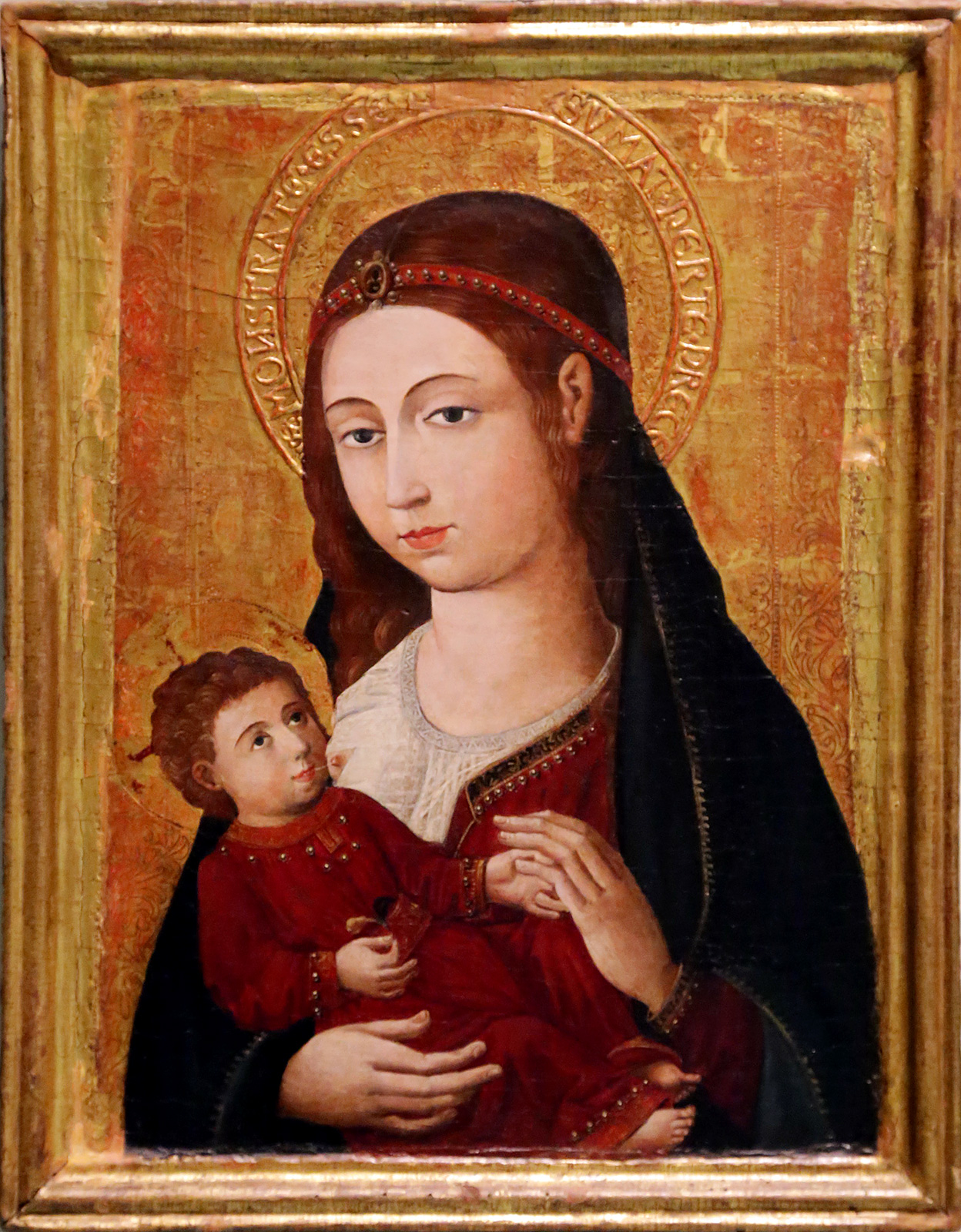
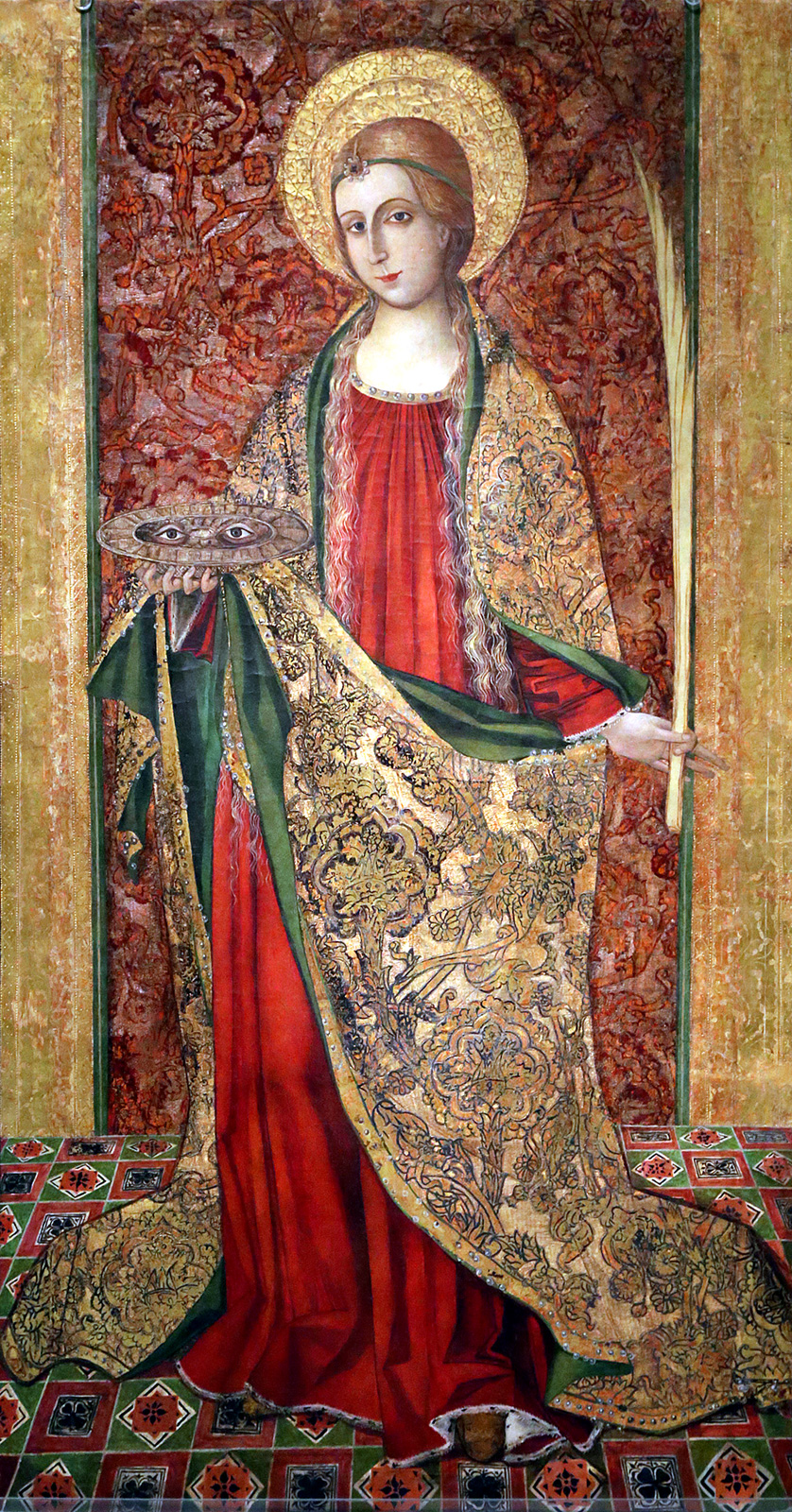
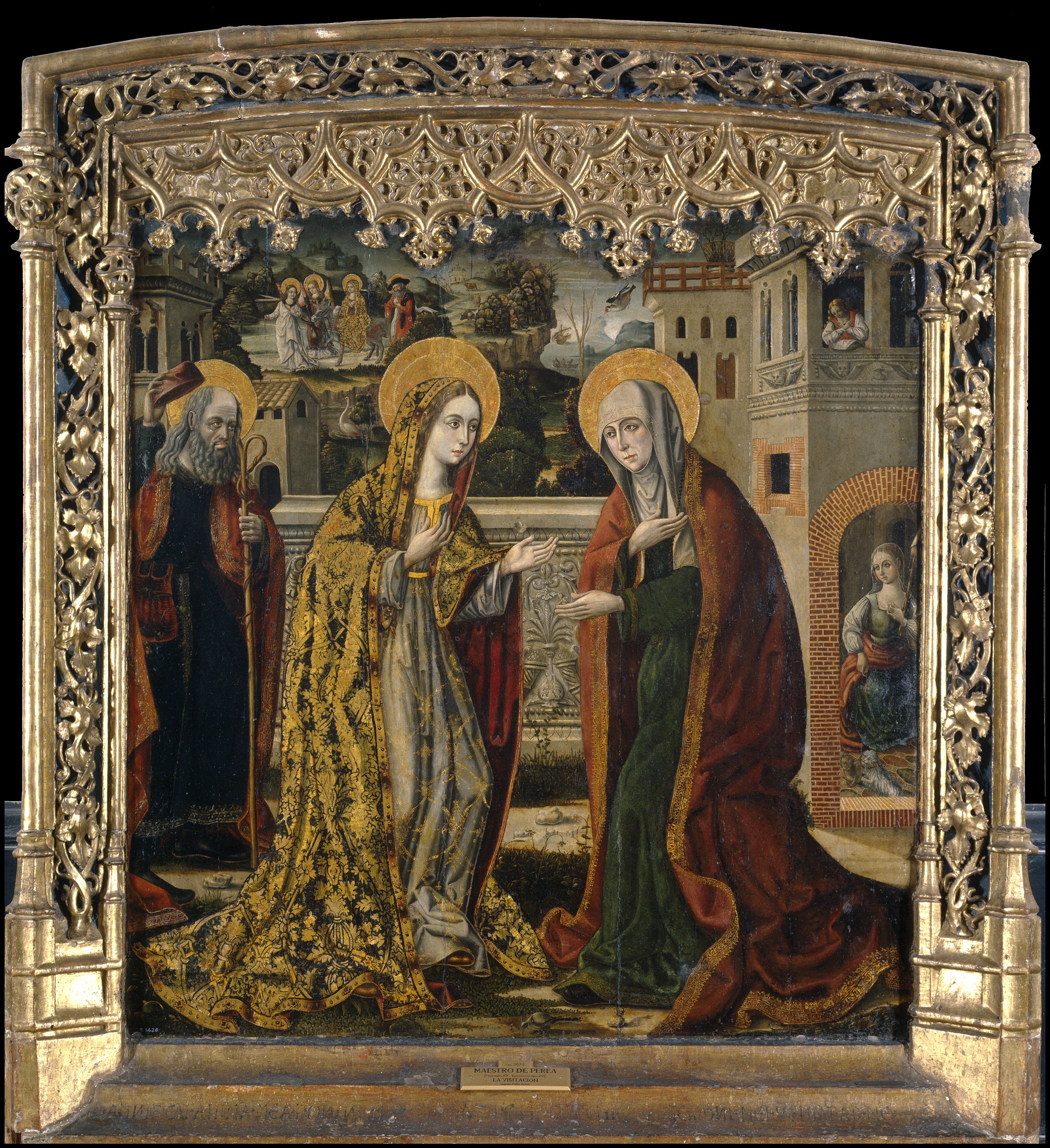
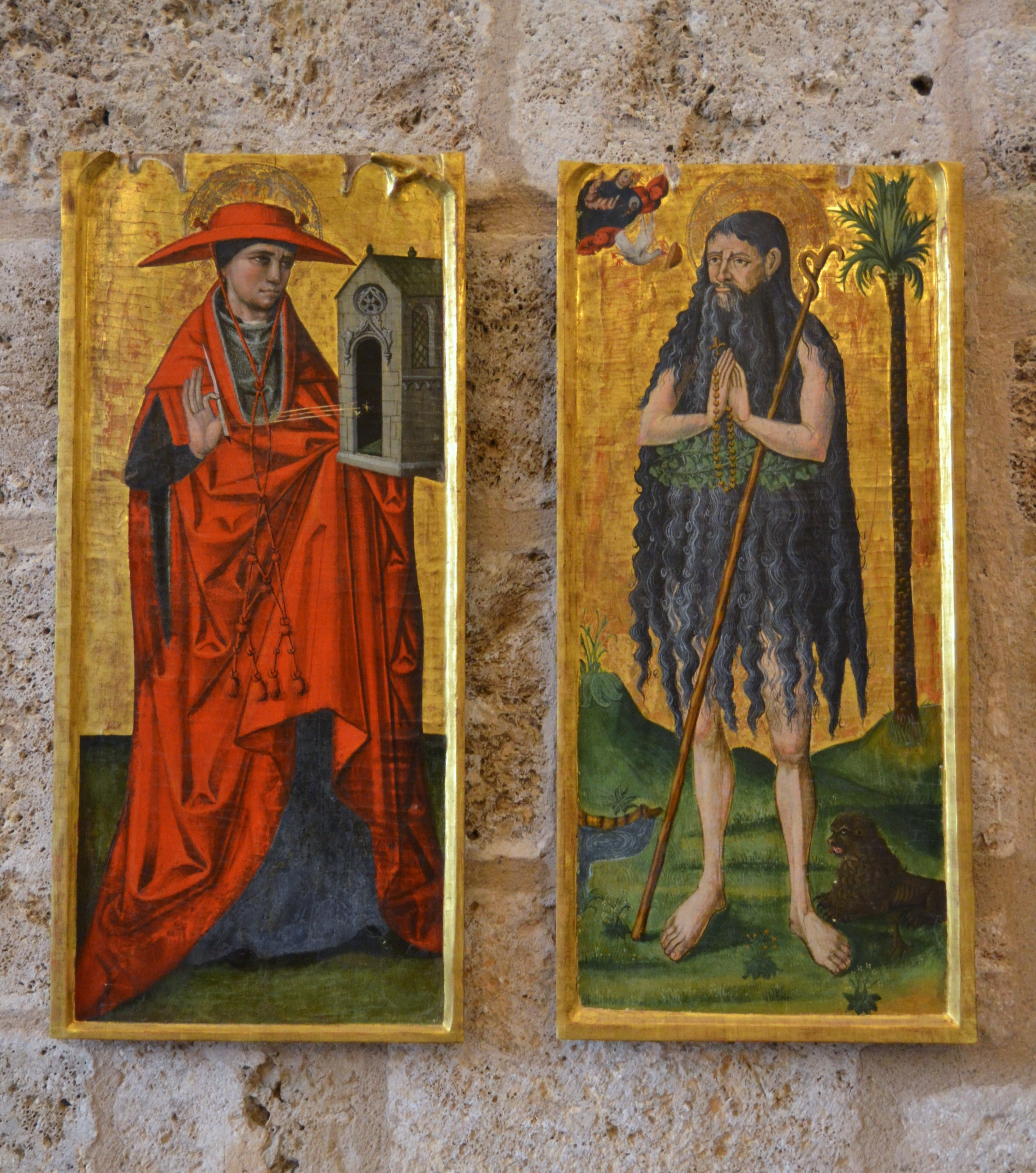